# Joseph Li Shan
Joseph Li Shan (in cinese: 李山; Pechino, marzo 1965) è un arcivescovo cattolico cinese.
Il 21 settembre 2007 è stato nominato arcivescovo di Pechino dall'Associazione Patriottica Cattolica Cinese. È uno dei vescovi cinesi che hanno ottenuto l'approvazione di papa Benedetto XVI, senza tuttavia essere stati da lui nominati.

## Biografia

### La difficile vita dei cattolici in Cina
Joseph Li Shan è nato nel marzo del 1965 a Pechino, nel Distretto di Daxing, la capitale della Repubblica Popolare Cinese. La sua famiglia è cattolica, e una delle sue sorelle ha deciso di farsi suora. In quel periodo, i rapporti con tra Cina e Vaticano divennero difficili, quasi impossibili: gli scambi vennero interrotti con l'espulsione, avvenuta il 5 settembre 1951, del nunzio apostolico Antonio Riberi, futuro cardinale, quando la Santa Sede fu uno dei venticinque paesi che riconobbe la dichiarazione d'indipendenza dell'isola di Taiwan, fino ad allora parte della Cina.
Inoltre il 2 agosto 1957, il governo comunista creò l'Associazione Patriottica Cattolica Cinese, un'organizzazione controllata dal regime che mirava al controllo della Chiesa cattolica. Questa costrinse tutti i cattolici del Paese ad iscriversi, e chi si fosse rifiutato sarebbe stato deportato nei campi di lavoro. Cominciarono così le nomine e le ordinazioni illegali dei vescovi da parte dell'associazione. La Chiesa cattolica entrò quindi in clandestinità e cominciò ad essere definita "clandestina".

### Formazione e ministero sacerdotale
Dopo aver compiuto gli studi primari nella città natale, Li Shan ha deciso di seguire la sua vocazione sacerdotale, così nel 1984, all'età di diciannove anni, si è iscritto all'Accademia di Teologia e Filosofia di Pechino per compiere gli studi ecclesiastici. Lì si è laureato dopo cinque anni di studi, nel 1989. Il 21 dicembre dello stesso anno, è stato ordinato presbitero. Dopo l'ordinazione, è stato assegnato come parroco nella chiesa di San Giuseppe, e ha svolto anche il ruolo di rappresentante al Congresso municipale di Pechino.

### L'elezione all'episcopato
Li Shan è stato nominato arcivescovo di Pechino dall'Associazione Patriottica Cattolica Cinese il 21 settembre 2007. La sua consacrazione episcopale è avvenuta lo stesso giorno della nomina, nella Cattedrale dell'Immacolata Concezione a Pechino, per mano di John Fang Xing-yao, vescovo di Linyi. Co-consacranti sono stati Louis Yu Runchen, vescovo di Hanzhong, Damas Zhang Han-min, vescovo di Jilin, e Paul Pei Junmin, arcivescovo coadiutore di Shenyang. La cerimonia ha attirato poca attenzione del pubblico, con la partecipazione di circa 60.000 fedeli tra i 15 milioni di cattolici di Pechino. Come suo motto episcopale il neoarcivescovo ha scelto Omnia omnibus.
La nomina di monsignor Li è stata approvata anche dal Vaticano. Basandosi sulla Lettera ai cattolici cinesi di Papa Benedetto XVI del 30 giugno 2007, ha forse rappresentato l'inizio di un miglioramento dei rapporti tra Santa Sede e Repubblica Popolare Cinese. Nonostante alcune dichiarazioni del nuovo vescovo abbiano sollevato dubbi e critiche, Li Shan fa comunque parte della minoranza dei vescovi cattolici in Cina che erano in piena comunione con Roma già prima dell'accordo provvisorio tra Vaticano e Cina del 2018. Questa approvazione è stata concessa prima della sua ordinazione, come è accaduto per molti altri vescovi nei primi anni del XXI secolo, a differenza di altri precedenti di cui Papa Benedetto XVI ha scritto che "sotto la spinta di circostanze particolari hanno acconsentito a ricevere l'ordinazione episcopale senza il mandato pontificio, in seguito, hanno chiesto di essere accolti nella comunione con il Successore di Pietro e con gli altri Fratelli nell'episcopato. Il Papa, considerando la sincerità dei loro sentimenti e la complessità della situazione (...) ha accordato loro il pieno e legittimo esercizio della giurisdizione episcopale".
Fonti vicine al cardinale Joseph Zen Ze-kiun hanno tuttavia criticato l'arcivescovo Li Shan a causa di una presunta tendenza al compromesso con il Partito Comunista Cinese e l'Associazione Patriottica Cattolica Cinese.
Il 12 giugno 2009, Li Shan è stato eletto dall'associazione presidente del comitato del senato della Chiesa cattolica a Pechino, e il 9 dicembre 2010 è stato inoltre eletto vice presidente della Conferenza Episcopale della Cina, organo illegittimo che non è accettato dalla Santa Sede, e che ha provocato non poche polemiche.

## Genealogia episcopale e successione apostolica
La genealogia episcopale è:
- Cardinale Scipione Rebiba
- Cardinale Giulio Antonio Santori
- Cardinale Girolamo Bernerio, O.P.
- Arcivescovo Galeazzo Sanvitale
- Cardinale Ludovico Ludovisi
- Cardinale Luigi Caetani
- Cardinale Ulderico Carpegna
- Cardinale Paluzzo Paluzzi Altieri degli Albertoni
- Papa Benedetto XIII
- Papa Benedetto XIV
- Papa Clemente XIII
- Cardinale Marcantonio Colonna
- Cardinale Giacinto Sigismondo Gerdil, B.
- Cardinale Giulio Maria della Somaglia
- Cardinale Carlo Odescalchi, S.I.
- Cardinale Costantino Patrizi Naro
- Cardinale Serafino Vannutelli
- Cardinale Domenico Serafini, Cong. Subl. O.S.B.
- Cardinale Pietro Fumasoni Biondi
- Cardinale Antonio Riberi
- Arcivescovo Ignatius P’i-Shu-Shih
- Vescovo Thomas Zhao Fengwu
- Vescovo John Fang Xing-yao
- Arcivescovo Joseph Li Shan

La successione apostolica è:
- Vescovo John Baptist Li Suguang (2010)
- Vescovo Methodius Qu Ailin (2012)
- Vescovo Peter Ding Lingbin (2016)
- Vescovo Peter Wu Yishun (2024)
- Arcivescovo Matteo Zhen Xuebin (2024)